# Brian Conklin
Brian Conklin (Eugene, Oregón, 5 de septiembre de 1989) es un jugador de baloncesto estadounidense que pertenece a la plantilla de Panteras de Aguascalientes de la Liga Nacional de Baloncesto Profesional de México. Con 2,01 metros de estatura, juega en la posición de Ala-Pívot.

## Trayectoria deportiva
Es ala-pívot formado en los Saint Louis Billikens y tras no ser drafteado en 2012, dio el salto al baloncesto neozelandés primero y después al australiano, donde ganaría la liga de 2013 con los Southland Sharks.
Más tarde, altenaría varias temporadas entre varios equipos de Puerto Rico y el Townsville Crocodiles de Australia.
En 2016, se proclama vendedor de la LNB con Leones de Santo Domingo.
El 29 de septiembre de 2016, se compromete con el Nanterre 92.
El 7 de octubre de 2021, firma por el Yalova Group Belediyespor Basketbol de la Basketbol Süper Ligi.